# ستار وارز باتلفرونت 2 (لعبة فيديو 2017)
ستار وارز باتلفرونت 2 (بالإنجليزية: Star Wars Battlefront II)‏، هي لعبة فيديو إلكترونية من نوع تصويب منظور الشخص الأول والثالث، وهي مبنية من فيلم حرب النجوم باتلفرونت 2، صدرت اللعبة في الأسواق يوم 17 نوفمبر 2017، وتعمل لأنظمة بلاي ستيشن 4 وإكس بوكس ون ومايكروسوفت ويندوز.